# Балка Безіменна
Ба́лка Безі́менна — геологічна пам'ятка природи місцевого значення. Розташована на північ від села Іллірія Лутугинського району Луганської області. Загальна площа — 5 га.
Геологічна пам'ятка отримала статус згідно з рішенням виконкому Ворошиловградської обласної ради народних депутатів № 402 від 7 грудня 1971 року, № 247 від 28 червня 1984 року.
Пам'ятка природи розповсюджується на серединну частину балки Безіменної, що впадає в річку Вільхівку. На короткій ділянці спостерігається весь розріз кам'яновугільних відкладів моспинської світи (середній карбон, башкирський ярус). Балка складена алевролітами, пісковиками, вапняками, що вміщують палеонтологічні рештки.